# 中川智正
中川 智正（なかがわ ともまさ、1962年10月25日 - 2018年7月6日）は、元オウム真理教幹部・元死刑囚。岡山県岡山市出身。ホーリーネームはヴァジラ・ティッサ。

## 来歴

### 前半生
岡山市内の繁華街で洋服販売店を営む両親のもとに長男として生まれる。1978年3月岡山大学教育学部附属中学校卒業。中学時代の同級生に、浅草キッドの水道橋博士、ザ・クロマニヨンズ の甲本ヒロトらがいる。1981年3月、岡山県立岡山朝日高等学校卒業。高校時代には「嫌いな人間はいない」と豪語。体が丸いのでついたあだ名は「ケツ」。手塚治虫「ブッダ」の影響で医師の道を目指し、一浪を経て1982年に京都府立医科大学医学部医学科に進学。大学では柔道部に所属した。
5年生のときに大学祭の実行委員長を務め、明るく温厚で実直な人柄から交友関係は広かった。活発な人柄で、1986年10月25日、京都教育文化センターで開催された「プレフェスティバル86」ではハーモニカの独奏をしている。また、6年間障害者のボランティアをしていて、学園祭では車椅子を押して会場を回るなど、このころまでの中川については正義感が強く心優しい青年だったと評価する声が多い。

### 入信・出家
1988年2月24日、オウム真理教に入信。
オウムと最初の出合いは、1986年11月にたまたま見かけた麻原の著作『超能力秘密の開発法』を読んだことである。当初は特に興味もわかず、本も途中までしか読まずに放置した。しかし、医師国家試験合格から就職までの空いた期間に、ほんの興味本位で麻原のヨガ道場をのぞいたことが発端となった。1988年1月に宣伝ビラや情報誌で早川紀代秀らが企画したオウム真理教の音楽コンサート「龍宮の宴」の開催を知り、どうしても行かねばならぬような気がして、1988年1月に最終公演を観に行った。初めて麻原に会ったが、麻原に後ろからいきなり「中川」と声をかけられた。初めて会ったのになぜ自分の名前を知っているのだろうと驚きを感じた。直後大阪支部道場に行って早川紀代秀と話した。それでも入信する気は起きなかったが、「龍宮の宴」から数日後「お前はこの瞬間のために生まれてきたんだ」という幻聴が聞こえるなどの神秘体験を経験。その日から教団の道場に通い詰めるようになる。中川はこの神秘体験について「自宅で瞑想中、光が体を突き抜け、あたり一面が真っ白になった。別の世界があると確信し、この世では生きていけない気持ちになった」と語っている。1988年2月に再び大阪支部に行き平田信、新実智光、井上嘉浩と話し、入信を決意した。
1988年5月に医師免許を取得し、研修医として大阪鉄道病院で一年ほど勤めたが、6月に体から意識が抜け出すのを感じて手術室で失神。精神科も受診したが通院は続かず、1989年8月31日、「人を救いたい。（麻原を）一生の師と慕っていく」と親や周囲の反対を押し切って退職し、看護婦の恋人とともに出家（恋人は後に中川とともにサリン生成に従事して逮捕され、殺人予備罪で起訴された）。知人によると、出家直前は蓮華座を組んで半泣きになりながらジャンプしたり、頭を触られるのを嫌がる（エネルギーが抜けると信じられていたため）など、異様な状態になっていたという。

### 出家後
1990年7月頃にオウム真理教附属医院が開設されると同医院の医師となったが、診察は行わず麻原彰晃の主治医として健康管理などをしていた。麻原の子を孕んだ石井久子の帝王切開も担当したが、経験が無かったので薬の投与を間違え石井を殺しかけたこともあった。早川紀代秀にも生物兵器対策のワクチンを誤って多く注射し殺しかけている。
1990年の第39回衆議院議員総選挙には真理党から旧神奈川3区で立候補。結果は1,445票と、真理党では麻原に次ぐ得票数だったものの、最下位で落選した。
教団が1994年に省庁制を採用すると、法皇内庁長官になり、側近として活動した。地下鉄サリン事件の3日前の尊師通達で正悟師に昇格。後述する教団の一連の事件に関与し、1995年5月17日に逮捕された。起訴された事件は麻原の13件に次ぐ11件で、その死者の累計は26人にのぼった。
1995年8月22日、「医師としての資格と知識を持ちながら数々の犯罪に加担して社会に迷惑をかけた。責任の重さを痛感し、医師と名乗ることをやめようと決意した」として、自らの申請により医師免許取消。それでも死刑確定後も医学書は「無駄だね」と友人に言われながらも手元に置いていた。

### 坂本弁護士一家殺害事件
出家してわずか2ヵ月後の1989年11月4日、麻原の指示を受けた中川は坂本弁護士一家殺害事件に実行犯として関わることになる。
坂本宅に侵入し、中川が坂本の妻の首を絞めている時、坂本の子どもが突然泣き出した。驚いた中川は（本人の言によれば、「子どもをなんとかしろ」と自分の心臓からの声に従って）手にしたタオルケットで子どもの鼻と口を塞ぐと子どもはぐったりとした。一家三人惨殺後、中川は虚ろな瞳で誰に言うともなく「はははは…。子どもを殺してしまいましたよ。はははは…。」としゃべっていた。他方で、「息が聞こえるくらいの近さに麻原氏がいるという一体感を感じてうれしかった」とも語っている。
犯行時に中川がプルシャ（オウム真理教のバッジ）を事件現場に落としたため、オウム犯行説が当初から疑われ教団は反論に追われることとなった。だが結局1995年まで真相が明らかになることはなかった。

### 教団の科学者として
1993年10月からは教団の武装化路線の本格化と土谷正実によるサリン合成の成功に伴い、土谷とともに化学兵器製造や薬物の人体実験に従事。池田大作サリン襲撃未遂事件、滝本太郎弁護士サリン襲撃事件、松本サリン事件やVX事件をはじめとした多くの事件に関わる。中川は土谷や遠藤誠一と共にサリンやVXといった兵器の製造管理を任されていた（土谷正実#兵器と違法薬物の製造も参照）。土谷と遠藤は対抗意識から仲が悪くなっており、中川が緩衝材の役割を果たしていた。中川は遠藤を無能と評しており、アンソニー・トゥとの面会の際も、中川は基本的に人名に「さん」や「君」をつけて呼ぶのに対し、遠藤誠一だけ呼び捨てだった。
1995年1月1日、 読売新聞朝刊が「上九一色村の教団施設付近からサリン残留物検出」とスクープしたのを受け、土谷正実とともに土谷の実験棟「クシティガルバ棟」で保管していたサリン、VXガス、ソマンやこれらの前駆体を加水分解して廃棄した。廃棄作業および廃棄設備解体後、廃棄しそびれたサリンの中間生成物「メチルホスホン酸ジフロライド（裁判での通称「ジフロ」、一般的には「DF」）」が発見され、これがのちの地下鉄サリン事件で使用されたサリンの原料となる。ジフロを隠しもっていたのが中川か井上かは裁判でも結論が出ていない。地下鉄サリン事件では土谷正実の製造アドバイスのもと、遠藤誠一とともに遠藤の実験棟「ジーヴァカ棟」でジフロからサリンを生成の上、袋詰めにし、サリン中毒の予防薬「メスチノン錠剤」も準備し、遠藤を介して村井秀夫に引き渡した。

### 逮捕
地下鉄サリン事件後、井上嘉浩、小池泰男、豊田亨、富永昌宏らと共に八王子市のアジトに逃亡。麻原の捜査撹乱命令を受けて爆薬RDXを製造し1995年5月16日に東京都庁小包爆弾事件を起こす。1995年5月17日に逮捕される。

## 公判

### 一審
一連のオウム真理教事件で計11件25人の殺人に関与したとして殺人罪などに問われた。
1995年10月24日に開かれた第一審（当時池田修裁判長）初公判では、ロッキード事件の田中角栄の第一審判決公判（3904人）を超える4158人の傍聴希望者が集まった。この中で中川は、地下鉄サリン事件と薬剤師リンチ殺人事件について「サリンを発散させる企てやどこで発散させるかは聞いていなかった」「呼ばれたときには話し合いは終わっていて、被害者が殺される寸前だった」と、あくまで事件の脇役であったことを主張し、当初は事件そのものへの証言を避けて裁判長から「あなたはいつも曖昧模糊としている」と批判されたが、一審途中から供述を行い、「消えてしまいたい」と語った。また逮捕後も麻原のことを「尊師」と呼んでいたが、「正確な証言をするのに、言葉に引きずられたくない」として途中からは呼び名を「麻原氏」に変えた。
麻原の第200回公判に証人として出廷した際には、「尊師がどう考えているか、弟子たちに何らかの形で示してもらいたい。私たちはサリンを作ったり、ばらまいたり、人の首を絞めて殺すために出家したんじゃない」と麻原に対して叫び、証言台で泣き崩れた。また、このときには「麻原氏のせいという気持ちはない。確かに教祖である麻原氏がいなければ事件はなかったが、私たちがいなければ事件はなかった」とも語っており、ほとんどの信徒が麻原の指示に抵抗を感じても服従するしかなかったと語る中、積極的に加担したと認めている。最終意見陳述では「一人の人間として、医師として、宗教者として失格だった」と謝罪した。
地下鉄サリン事件で使用されたサリンは、教団としてサリンの材料のほとんどが証拠隠滅のために処分される中で、中川が密かに所持していた一部の原料から生成されたと検察側は主張した。中川とその弁護団はこれを否定、中川らが処分できなかったサリン原料の一部を井上嘉浩が保管していて、それが地下鉄サリン事件のサリン原料になったと主張した。中川の一審判决はこのサリン原料の由来を「不明」とし、最終的にこの判决が最高裁で確定した（詳細は地下鉄サリン事件#事件で使用されたサリンの原料は誰が保管していたのかを参照）。
中川の状態は文化人類学やシャマニズムでいう巫病の状態であったとの指摘もされており、弁護側は被告人の経験した神秘体験とは即ち幻覚などの病気であり、正常な精神状態に無かったと主張した。
2003年10月29日、東京地方裁判所での第一審（交代した岡田雄一裁判長）で死刑判決を受けた。

### 控訴審以降
控訴審では、2組3名の医師が、入信・出家から各犯行時における彼の精神状態について意見書を提出した。それらによれば彼は入信直前から解離性精神障害ないし祈祷性精神病を発症していた。犯行時の責任能力については、「完全責任能力」「限定責任能力」と医師の判断が分かれた。
2007年7月13日の東京高等裁判所での控訴審（植村立郎裁判長）では、彼が精神疾患にかかっていた可能性を認めたが、責任能力はあったとし死刑判決は覆らなかった。
その後、弁護団は上告したが、その上告趣意書の中で、オーストリア法医学会会長ヴァルテル・ラブル博士の意見書や絞首刑に関する過去の新聞記事を引用し、「絞首刑では死刑囚はすぐ死亡するわけではない」「首が切断される場合もある」などとして、絞首刑は憲法36条が禁止した残虐な刑罰である、首が切断された場合は絞首刑ではないから憲法31条に反するなどと主張した。
中川は「どうして事件が起こったのか、明らかになっていない」とコメントを出していたが、2011年11月18日に最高裁第2小法廷で上告が棄却されたことにより、死刑が確定した。オウム真理教事件で死刑が確定したのは12人目。

### 証人
2015年2月19日に開かれた高橋克也の第20回目の裁判員裁判公判（東京地裁・中里智美裁判長）で、証人尋問に出廷。麻原彰晃について、「絶対的なもの。人間ではなく化け物のようだと思っていた。殺されるより怖い存在だった」と証言した。中川は地下鉄サリン事件2日前に村井秀夫からサリン製造を指示された際、麻原の意向だと知り、「絶対にやらないといけず、理由は聞かなかった」と証言した。中川は2011年に死刑が確定しているが、過去にもVX事件と目黒公証役場事務長監禁致死事件の審理でも証言している。

## 死刑確定から死刑執行へ
2017年3月9日付で東京地裁に第一次再審請求を申し立てた。
2018年（平成30年）3月14日までは中川を含めたオウム真理教事件の死刑囚13人全員が東京拘置所に収監されていた。
その間、中川は、毒物学の専門家であるアンソニー・トゥーと、度々面会を行った。トゥー曰く、会うたびに太っていた。
2015年7月に参議院議員・福島瑞穂が確定死刑囚らを対象に実施したアンケートに対し中川は「拘置所では生野菜・生卵など生ものがほとんど出ないので生ものが食べたい」と回答した。

2018年1月、高橋克也の無期懲役確定によりオウム事件の刑事裁判が終結した。同年3月14日、麻原彰晃を除く死刑囚12人のうち7人は死刑執行設備を持つほかの5拘置所（宮城刑務所仙台拘置支所・名古屋拘置所・大阪拘置所・広島拘置所・福岡拘置所）へ移送された。中川は同日付で広島拘置所に移送された。広島移送後の4月にトゥーと最後の面会をしたが、そのときも中川は死刑に対する怖れを見せず、別れ際に
と言い残した。
2018年5月30日付決定で東京地裁への第一次再審請求が棄却されたため、この決定を不服として2018年6月4日付で東京高裁に即時抗告した。

2018年7月6日、麻原彰晃らと同日に広島拘置所で死刑が執行された。午前8時57分死亡確認。
と言い残した。55歳没。遺体は執行翌日、家族が引き取っている。独房には
という走り書きのメモが残されていた。
刑の執行から7年近くが経過した2025年3月、共同通信社は中川が執行当日の朝に書き残した遺書や手紙のコピーを関係者から入手したと報じた（遺書の内容は読売新聞が執行翌月に報じたものとほぼ同じ）。

## その他
- 甲本ヒロト、水道橋博士らとは岡山大学教育学部附属中学校時代の同期生である。なお、水道橋は報道で中川の名前を知って彼と共通の友人に連絡を入れたが、彼はオウムの在家信徒になっており、逆に勧誘を受けてしまった。住所を訊かれた水道橋はとっさに江頭2:50の住まいを教えたため、そこへオウム信者が勧誘へ向かったところ、江頭は「オウムの修行より、大川興業の方がステージが高い」と空中浮揚のポーズを披露し、さらに信者から金を2万円借りたという[2]。水道橋は中川の裁判の際、減刑嘆願に署名したと後に述べている。
- 米国の政府系のシンクタンク新アメリカ安全保障センターのリチャード・ダンジック（en:Richard Danzig）元米海軍長官のオウム真理教に関する研究に協力し、ダンジックが中心になって発行したレポートの中で、中川に対しては「特に、中川智正博士(ママ)の惜しみない情報提供には恩義を感じていることをここに記しておきたい。本稿がもし、この種の攻撃脅威に対する理解を深め、防止につながるものになるとすれば、それはこれらの多大なご協力によるものである。」と評されている[46]。
- 死刑確定後は、俳人の江里昭彦と俳句同人誌「ジャム・セッション」を創刊し、独房での内省の句を詠んでいる[47]。俳人・金子兜太は「『オウム』という先入観抜きに」「一人の作品として読みました。」「青少年期を詠んだ句は澄み、柔軟な感性さえ感じます。」「それに比べて、事件後の自分を詠んだ句は硬い。動揺を見せまいとする覚悟のようなものが感じられます。」と評している[48]。
  - 俳人・恩田侑布子は、「奈落の底から生まれた俳句は勁い。認識と感情が一本の草になって立っている。草は人間とは何かを問う境界線になろうとしている」と書いた[49]。

### アンソニー・トゥーとの交流
コロラド州立大学名誉教授のアンソニー・トゥー（杜祖健）博士と刑死するまでの間に15回にわたって面会しており、同博士は2012年の時点で「今回も中川氏が率直に話してくれたので、多くの事柄が明るみに出た。オウム教団の化学兵器、生物兵器の事情がさらに詳しくわかった」と語っていた。死刑確定から刑の執行まで、法務省はトゥーと元アメリカ海軍長官で退官後にワシントンで紛争予防のシンクタンク「新アメリカ安全保障センター」を運営するリチャード・ダンチックの2人には特別面会を許可していた。ダンチックは約20回の面会を行っている。ダンチックらはプロジェクトとしてなぜサリン事件が起きたのかを調査しているのに対し、トゥーは毒物学の専門家として、オウムがサリンやVXガスの製造に至った背景を探っている。本来10分の面会時間を特別に30分許可されていた。中川は独房生活のさびしさゆえに面会を楽しみにしているとトゥーは語っている。通常死刑が確定すると、肉親と弁護士以外は面会できないが判決が確定前に文通していた場合は例外となる。トゥーは最高裁で上告棄却で死刑確定した2011年11月18日の2週間前に文通を開始しており、面会できる権利を得た。面識はなかったもののダンチックより中川に会うことを勧められた。当初は土谷正実死刑囚が科学の専門家であったため、土谷に会うことを希望していたが土谷の刑が確定していたため面会ができず、中川に連絡を取ったところ中川からも会いたい趣旨の連絡があったため2011年に最初の面会を行った。死刑囚としての中川の心情を不安定にさせないよう、死刑や殺人という言葉の使用は避けていた。
1994年にトゥーは専門誌『現代化学』に、サリンやVXガスなどの化学兵器に関する論文を書いており、中川や土谷の2人もそれを目にして土谷は自分でもVXガスの製造が可能であると考え、資料を集め作成したと中川から聞かされた。中川は、警察がかなり早い段階で上九一色村のサティアンの土壌からサリンを検出できたことを不思議に思っていたが、面会の際にトゥーは自分が警察に協力したと告げたところ、中川は1分ほど黙ってしまったという。が、その後「ああ、そうでしたか。先生がお手伝いしたのですね。でも、オウムがつぶれてよかったです。でなければ、殺人がもっとたくさん起きていた」と言った。トゥーは、2017年に起きた金正男の暗殺事件以前に実際に人間に対してVXガスを使ったという公式の記録はなく、中川が唯一の経験ある人間であることから、その経験の記録は残すべきと考えるが、日本政府がそれを行っていないことを批判している。
- 2016年10月には化学専門月刊誌で、サリン事件の概要を説明するとともに、「地下鉄サリン事件のサリン原料を保管していたのは誰か」「第7サティアンのサリンプラントでサリンができていたのか」「サリンを使ったテロが再び日本で起こるか」「どうして高学歴の科学者がオウム真理教に入って事件を起こしたのか」等のトゥーからの質問に答えている[26]。

- 2017年2月13日にマレーシア・クアラルンプール国際空港で起きた金正男暗殺事件に関し、マレーシア警察によるVX検出の発表前に、金正男がVXで襲撃された可能性に言及した手紙を獄中からトゥーに送っていた[52]。

- 2018年、アンソニー・トゥーと連名で執筆した化学兵器の神経剤VXに関する論文が5月21日、日本法中毒学会の学術誌「Forensic Toxicology」電子版に掲載された[53]。この論文の掲載に中川はこだわりを持っていたという[41]。

- 金正男暗殺事件を取り上げた論文が「遺稿」として2018年7月に雑誌『現代化学』8月号に掲載されると報じられ[54][41]、7月18日発売の8月号に「オウム元死刑囚が見たVXガス殺人事件 VXを素手で扱った実行犯はなぜ無事だったのか」のタイトルで掲載された。

中川とトゥーの面会記録は中川の刑の執行までは公開できないことになっていたため、執行後の7月26日にKADOKAWAから『サリン事件死刑囚　中川智正との対話』のタイトルで公刊された。印税の20%は中川の遺族に渡されることになっている。本書は発売前から多くの反響が寄せられたことから、KADOKAWAは異例とも言える発売前の重版をおこなった。

## 人物評
- 「付属医院でも人に応じて、すごく分かりやすく優しく話す、心のきいた人。麻原の悪いところは分かっていても、そういうところを大事にしちゃう人」－林郁夫[56]
- 「入信するまではごく常識的でマジメな若者だった」[57]
- 「ごく普通な印象の学生だった。なぜオウム真理教に入信したのか。真相が明らかにならないまま死刑が執行されたのは残念だ」－京都府立医科大学在籍当時を知る50代の医師[58]
- 教団のアニメおよびマンガ「天耳通」にも登場し、コーヒーが苦手とされる。

### 論文・著作
- 中川智正「中川智正死刑囚の手記 当事者が初めて明かすサリン事件の一つの真相」、『現代化学』548号（2016年11月号）、pp. 62-67
- 中川智正「オウム死刑囚が見た金正男氏殺害事件：VXを素手で扱った実行犯はなぜ無事だったのか」、『現代化学』569号（2018年8月号）、pp. 66-71
- Tomomasa Nakagawa and Anthony Tu, "Murders with VX: Aum Shinrikyo in Japan and the assassination of Kim Jong-Nam in Malaysia", Forensic Toxicology, July 2018, Volume 36, Issue 2, pp. 542–544
- 俳人江里昭彦と刊行した俳句同人誌『ジャム・セッション』（2012年8月創刊）の各号に俳句作品を掲載。また、第2号～第13号にエッセイ「私をとりまく世界について」（その１～その12）を連載。第12号に論考「マレーシアでの神経剤VXによる金正男氏の殺害」を掲載。

## 関連書籍
- 年報・死刑廃止編集委員会『死刑囚監房から 年報・死刑廃止2015』インパクト出版会、2015年10月10日。ISBN 978-4755402616。
- アンソニー・トゥー『サリン事件死刑囚中川智正との対話』kadokawa、2018年7月26日。ISBN 978-4041029701。

## 関連事件
- 坂本弁護士一家殺害事件（殺人罪）
- 薬剤師リンチ殺人事件（殺人罪）
- 滝本太郎弁護士サリン襲撃事件（殺人未遂罪）
- 松本サリン事件（殺人罪、殺人未遂罪）
- 駐車場経営者VX襲撃事件（殺人未遂罪）
- 会社員VX殺害事件（殺人罪）
- 被害者の会会長VX襲撃事件（殺人未遂罪）
- 公証人役場事務長逮捕監禁致死事件（逮捕監禁致死罪、死体損壊罪）
- 地下鉄サリン事件（殺人罪、殺人未遂罪）
- 新宿駅青酸ガス事件（殺人未遂罪）
- 東京都庁小包爆弾事件（爆発物取締罰則違反、殺人未遂罪）